# Artotina
Artotina  este un oraș în Grecia în prefectura Focida.